# Siphonoglossa mexicana
Siphonoglossa mexicana là một loài thực vật có hoa trong họ Ô rô. Loài này được Hilsenb. miêu tả khoa học đầu tiên năm 1989.